# Melissa Hortmanová
Melissa Anne Hortmanová (nepřechýleně Hortman, rozená Haluptzok; 27. května 1970 Fridley, Minnesota – 14. června 2025 Brooklyn Park, Minnesota) byla americká právnička a politička Minnesotské demokraticko-farmářsko-pracovní strany (DFL) z Hennepin County v Minnesotě. Od roku 2005 až do své smrti v roce 2025 zastupovala severní část metropolitní oblasti dvojměstí Minneapolis–Saint Paul ve Sněmovně reprezentantů státu Minnesota, přičemž v letech 2017 až 2019 působila jako lídryně sněmovní opozice a v letech 2019 až 2025 jako 61. předsedkyně Sněmovny reprezentantů státu Minnesota. Během svého působení se zasazovala o politiku v oblasti dopravy, životního prostředí, práv na potraty, policejní reformy a kontroly zbraní a byla hlavní autorkou státního standardu pro solární energii.
Dne 14. června 2025 byli Hortmanová a její manžel zavražděni ve svém domě v Brooklyn Parku. Podezřelý byl identifikován jako 57letý Vance Boelter, který se téhož dne údajně pokusil zastřelit i minnesotského senátora Johna Hoffmana.